# Moïse Durckheim
Moïse Durckheim (geboren 29. Januar 1805 in Haguenau (Elsass); gestorben 4. Februar 1896 in Épinal (Lothringen)) war ein französischer Rabbiner.

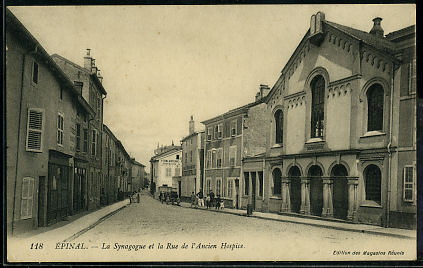
Die alte Synagoge in Épinal (Anfang 20. Jahrhundert)

## Leben
Moïse Durkheim wurde als Sohn und Enkel eines Rabbiners geboren, sein Vater war Abraham Israël Durkheim, auch seine Mutter Bella Simoni war Tochter eines Rabbiners. Er studierte an der Rabbiner-Schule in Frankfurt am Main und wurde Händler in Mutzig. 1834 lebte er in Nancy und die Juden aus den Departements Vogesen und Haute-Marne wünschten sich einen staatlich anerkannten Rabbiner. Diese Stelle wurde Moïse Durckheim angetragen wegen seiner „besonderen Kenntnisse der jüdischen Religion“. Er trat sie am 10. März 1835 in Épinal an, wo er 60 Jahre lang als Rabbiner wirkte. Hinweis: Seit 1806 kam der französische Staat für die Geistlichen der drei großen Religionen christlich-katholisch/evangelisch und jüdisch auf. Nach 1871 setzte ein starkes Wachstum der jüdischen Gemeinden der Departements Vogesen und Haute-Marne ein. 1871 wurde Elsass-Lothringen vom Deutschen Reich annektiert und viele Bewohner wollten nicht unter deutscher Herrschaft leben und zogen in die benachbarten Regionen. 1852 zählte die jüdische Gemeinde in Épinal 142 Mitglieder, bis 1875 war sie auf 313 angewachsen.
Moïse Durkheim war ein erfolgreicher Verwalter, der die Schaffung von elf Friedhöfen, sieben Synagogen, darunter die von Saint-Dizier und Remiremont, elf Oratorien und zahlreichen Wohltätigkeitsvereinen vorantrieb. 1888 bewarb er sich als Großrabbiner von Vesoul, wurde aber wegen seines fortgeschrittenen Alters nicht gewählt. Ab 1889 musste er sich mehrmals wegen Krankheit vertreten lassen und trat schließlich 1895 zurück.
Moïse Durckheim war immer arm, das geringe Gehalt als Rabbiner und freies Wohnen reichten kaum für seine siebenköpfige Familie, seine Frau betrieb eine Stickereiwerkstatt im Erdgeschoss ihres Hauses. 1838 beantragte er eine Erhöhung seiner Bezüge, erhielt eine solche aber erst ab 1875.
1836 heiratete er Mélanie Marx Isidor, die mit dem Großrabbiner Lazare Isidor (1813–1888) verwandt war. Sie hatten fünf Kinder, darunter als jüngsten Émile Durkheim (1858–1917), den bedeutenden Begründer der modernen Soziologie.
Moïse Durckheim ist begraben auf dem jüdischen Friedhof von Épinal.

### Geschichte eines Manuskripts vom 14. bis zum 20. Jahrhundert
Im Jahr 1956 stiftete die Familie Durckheim ein Manuskript der Bibliothèque de l'Alliance Israélite Universelle in Paris. Bei diesem Manuskript von 670 Seiten handelt es sich um eine Sammlung von etwa vierzig Texten in aschkenasischer hebräischer Schrift, verfasst von Rabbinern, Kabbalisten und Talmudisten, die zwischen 1000 und 1300 in Spanien, Frankreich und in Deutschland in Worms oder Regensburg lebten. Der Kopist, der sie in dieser Sammlung versammelt hat, scheint Eliaqim ben Yaakov Ha-levi zu sein, einer der Texte trägt diese Signatur. Er lebte im 14. Jahrhundert in einer Gemeinde im Rheintal. Auf der Seite 658 findet man die Widmung: „ce livre m'a été remis en don irrévocable par mon beau-frère Isaac; écrit par moi Moshe fils de David, longue vie à lui, de Rosheim dans le pays d'Alsace“ (Dieses Buch wurde mir von meinem Schwager Isaac als unwiderrufliches Geschenk übergeben; geschrieben von mir Moshe, Sohn Davids, langes Leben ihm, aus Rosheim im Elsass). Man nimmt an, dass das Buch anlässlich einer Hochzeit 1665 verschenkt wurde, und zwar von einem Nachkommen von Josel von Rosheim. Pascal Faustini verfolgte die Eigentümer bis Israël David Durckheim (1766–1816), dann Moïse Durckheim und schließlich Émile Durkheim.